# 殺彼-サツカレ-
『殺彼－サツカレ－』は、大介と旭による日本の漫画。 新潮社のWEBコミックサイト『くらげバンチ』にて、2017年8月18日から2021年5月7日まで連載された。2018年10月10日以降KillscudCherryよりドラマCDもリリースされている。
両作者が同人誌として頒布していた同人誌「サツジンカレシ」を元とする漫画で、主要人物が全員殺人鬼であり、バイオレンスな描写が多いことが特徴である。

## ストーリー
付き合った女性に日常的に暴力をふるうDV男、桐生優太。ある日彼女とのデート中いつも通り暴力をふるった優太はふとした拍子に彼女を殺害してしまう。その様子を記知に目撃されたために多くの殺人犯との関係を余儀なくされてしまう。

## 登場人物
声優はドラマCD版のもの
桐生優太（きりゅうゆうた）
声：吉野裕行
本作の主人公、DV男。恋人の女を暴力で従えて自適に暮らす。女に向ける支配欲と暴力性を除くと本作の主要登場人物の中では最も一般的な精神構造の持ち主。
松本記知（まつもとぢるち）
声：立花慎之介
精神的に幼いサディスト。高い身体能力を持ち動物的な勘にも優れるが頭は軽い。記憶障害があり短期記憶、近似記憶共に不安定。
和巳景楽（かずみけら）
声：森川智之
記知と共に暮らす線の細い知的な外見の青年。「処女以外は魔女」と断じ忌み嫌っている。
竜崎豪（りゅうざきごう）
声：津田健次郎
個人経営の食事処を営む食人家の男。狩猟免許を持ち店の地下の解体場で自ら仕留めたものを含む「獲物」の肉もそこで処理をする。ただし店で人肉を提供する事はない。
九条薫（くじょうかおる）
声：成田剣
大学の教授。飼育している有毒生物の毒を人体に投与し観察・記録する違法実験が趣味のマッドサイエンティスト。自分が使うためだけに、人体を用いて抗毒血清を精製している。
望月浩太郎（もちづきこうたろう）
声：平川大輔
表の顔はネイリスト。かなりのナルシストで、部屋には自らネイルの施術をした女性から切断した手をガラスケースに保存しコレクションをしている。
玉瀬園六（たませそのろく）
声：遊佐浩二
裏家業を生業とし、殺人鬼たちを束ねる。足に障害があり車椅子で生活を行っている。
西園寺徹（さいおんじとおる）
声：千葉翔也
玉瀬をパトロンとし、人間の骨などで創作を行う殺人アーティスト。
寿鉄平（ことぶきてっぺい）
声：天﨑滉平
双子の弟。被害者の顔を奪う怪力の覆面殺人鬼。兄と違い美形であるが自分の顔を醜いと思い込んでいる。
寿桔平（ことぶききっぺい）
声：天﨑滉平
双子の兄。被害者の顔を奪う怪力の覆面殺人鬼。生まれつき容姿が醜く両親に疎まれていた。
邪mi（じゃみ）
声：美空なつひ
玉瀬の組織に与する本作唯一の女性殺人鬼。気に入った男を独占するために殺害する地雷系の所謂ヤンデレ気味な快楽殺人者であるが、次の獲物として目をつけていた記知を襲おうとして返り討ちにあう。男性殺人鬼と異なりドラマCDの発売はされなかったが本作の作者が運営するサークルうんでくれてありがとの配信する音声作品「シリーズScrap Girls」シリーズ第2弾「派手め地雷系カノジョを全身穴ぼこオナホ化理解らせ」にてキャスティングが行われた。

## 書誌情報
- 大介+旭『殺彼-サツカレ-』 新潮社〈バンチコミックス〉、全6巻
  1. 2018年3月9日発売、ISBN 978-4-10-772055-9
  2. 2018年10月9日発売、ISBN 978-4-10-772123-5
  3. 2019年3月9日発売、ISBN 978-4-10-772165-5
  4. 2019年11月9日発売、ISBN 978-4-10-772231-7
  5. 2020年7月9日発売、ISBN 978-4-10-772292-8
  6. 2021年6月9日発売、ISBN 978-4-10-772396-3

## ドラマCD
聞き手が被害者側となり、登場人物に猟奇的に殺されるまでを描くシチュエーションCDとなっている。
- 殺彼CD #01 〜優太＆記知編〜（2018年10月10日）
- 殺彼CD #02 〜豪＆景楽編〜（2019年3月20日）
- 殺彼CD #03 〜薫＆浩太郎編〜（2019年11月13日）
- 殺彼CD#04〜園六＆徹＆鉄平＆桔平編〜（2020年9月30日）